# Bandera del Trabajo
La Bandera del Trabajo (en alemán: Banner der Arbeit) fue una de las mayores órdenes estatales de la República Democrática Alemana. Fue concedida Por logros sobresalientes y de largo plazo en el fortalecimiento y consolidación de la RDA, en particular por los altos resultados de trabajo y las iniciativas ejemplares en la competencia socialista por el cumplimiento integral y la superación selectiva del plan económico nacional, así como por por logros y resultados ejemplares en el trabajo, el aprendizaje y la vida socialistas.

## Descripción
La Bandera del Trabajo consta de un medallón dorado que representa el Emblema nacional, con una bandera esmaltada en rojo en la que se encuentra la inscripción en letras doradas «BANDERA DEL TRABAJO» (en alemán: BANNER DER ARBEIT). 

## Condecorados
- 1955: Luise Ermisch
- 1959: Walter Arnold (Alemania)
- 1960: Hermann Axen, Friedrich Burmeister, Georg Ulrich Handke, Willi Bredel, Werner Bruschke
- 1962: Kurt Hager
- 1963: Ernst Albert Altenkirch, Erich Apel, Paul Fröhlich, Walter Halbritter, Erich Honecker, Günter Mittag, Raw Stendal
- 1964: Rudi Georgi, Willi Stoph, Günther Wyschofsky
- 1965: Peter Florin, Ernst Scholz, Erich Engel
- 1967: Rudi Georgi
- 1968: Wilhelm Adam, Roman Chwalek, Horst Dohlus, Werner Lamberz
- 1969: Walter Halbritter, Ernst-Joachim Gießmann, Paul Markowski, Kurt Wünsche, Lilly Becher
- 1970: Horst Dohlus
- 1974: Wolfgang Gress
- 1976: Bruno Lietz, Eberhard Heinrich
- 1981: Gisela Glende
- 1984: Bruno Lietz, Siegfried Lorenz